# Jaded (chanson)
Pour les articles homonymes, voir Jaded.
Jaded est une chanson du groupe Aerosmith sortie en 2001 et reprise sur l'album compilation Devil's Got a New Disguise: The Very Best of Aerosmith.
Elle dure 3:48.
Dans le vidéoclip de cette chanson, figure l'actrice Ukraino-Américaine Mila Kunis alors qu'elle n'a que 18 ans.
Cette chanson est présente avec de nombreuses autres chansons du groupe Aerosmith dans l'attraction phare de Disneyland Paris : Rock 'n' Roller Coaster située dans le Parc Walt Disney Studios.

## Certifications
| Pays              | Certification | Unités certifiées |
| ----------------- | ------------- | ----------------- |
| États-Unis (RIAA) | Or            | 500 000           |